# Apen
Apen est une commune allemande située en Basse-Saxe dans l'arrondissement d'Ammerland.

## Quartiers
| - Apen - Augustfehn I - Augustfehn II - Augustfehn III - Espern - Hengstforde | - Godensholt - Nordloh - Tange - Vreschen-Bokel - Roggenmoor - Klauhörn |

## Jumelages
- Gizalki (Pologne)